# 劉逢禄
劉 逢禄（りゅう ほうろく、1776年 - 1829年）は、中国清代の儒学者。字は申受、または申甫。号は思誤居士。常州府武進県の出身。

## 略歴
荘存与の外孫にあたる。荘存与の甥の荘述祖に師事した。39歳で進士となり、長期にわたって礼部に在職し、事を決定するときには経書を引用したことから、当時の人から董仲舒の風があると評された。
劉逢禄の学問の中心は春秋公羊学で、常州学派の中心となった。著名な弟子には龔自珍と魏源がおり、いずれも清末の思想と情勢に大きな影響を与えた。

## 著作
- 『劉礼部集』
- 『春秋公羊経何氏釈例』
- 『発墨守評』
- 『箴膏肓評』
- 『申穀梁廃疾』